# رقية بنت عبد الله السعد الصالحي
رقية بنت عبدالله السعد الصالحي، هي من الشاعرات الشهيرات في الرس ولدت عام 1245هـ/1829م، ثم انتقلت إلى بلدة الشنانة وتزوجت رجلاً يدعى سعد الطاسان حيث نسبت إليه وكنيت بـ (أم السعد).

## أبيات من شعرها
قصيدة قالتها ثناءً ومدحًا بأهل الرس لحمايتهم سلطان الدويش من أمير بريدة مهنا الصالح أبا الخيل (1280-1292هـ/1863-1875م)، تقول فيها:
كانت في قصائدها متعاطفة ومتعاونة مع المحيطين بها؛ فقد كانت تعبر عن أحاسيسهم ومشاعرهم في قصائد ترسل إلى من يشاؤون؛ فكتبت لأحدهم قصيدة أرسلها إلى أمير الجوف يطلب فيها عباءة تدفئه من برد الشتاء، قالت فيها:

## وفاتها
توفيت عام 1355هـ/1936م، وقد بلغت من العمر مائة وعشر سنوات.